# Winthemia fasciculata
Winthemia fasciculata är en tvåvingeart som beskrevs av Villeneuve 1921. Winthemia fasciculata ingår i släktet Winthemia och familjen parasitflugor. Inga underarter finns listade i Catalogue of Life.